# Cody Gakpo
Cody Mathès Gakpo (Eindhoven, 7 mei 1999) is een Nederlands voetballer die doorgaans als linksbuiten speelt. In de winter van 2022 verruilde hij PSV voor Liverpool. Gakpo maakte in 2021 zijn debuut voor het Nederlands voetbalelftal.

## Clubcarrière

### Jong PSV
Gakpo werd in 1999 geboren in Eindhoven als zoon van een Nederlandse moeder en een Togolese vader. Gakpo werd in 2006 opgenomen in de jeugdopleiding van PSV, waar hij vanaf de F-jes alle jeugdelftallen doorliep. Als 6-jarige werd hij gescout bij een amateurclub in Eindhoven. De reden dat hij bij PSV opviel was een tip die ontvangen werd, terwijl de scouts aan het kijken waren naar de broer van Gakpo. 
Hij maakte op 4 november 2016 zijn debuut in het betaalde voetbal, in de Eerste divisie. Die dag verloor hij met Jong PSV met 1–0 uit tegen Helmond Sport. Hij kwam in de 54e minuut in het veld voor Gökhan Kardes. Gakpo maakte op 8 juli 2017 zijn officieuze debuut in het eerste elftal van PSV, in een met 0–2 gewonnen oefenwedstrijd uit tegen RKC Waalwijk. Op 19 januari 2018 kreeg hij voor het eerst een basisplaats in Jong PSV en maakte die dag ook zijn eerste doelpunten bij de senioren. Hij zorgde voor zowel het eerste als het derde doelpunt van zijn team tijdens een met 2–3 gewonnen competitiewedstrijd uit bij De Graafschap. Gakpo maakte op 25 februari 2018 zijn officiële debuut in het eerste elftal van PSV. Hij viel die dag in de 92e minuut in voor Steven Bergwijn tijdens een met 1–3 gewonnen competitiewedstrijd uit bij Feyenoord. Dat seizoen scoorde hij tien doelpunten in elf wedstrijden in de Eerste Divisie. Hij speelde 26 wedstrijden in de Eerste Divisie en kwam tot zeventien goals en zes assists. 

### PSV
De toen net aangestelde hoofdcoach Mark van Bommel hevelde Gakpo in juni 2018 per direct over naar de selectie van het eerste elftal van PSV. Van Bommel werkte daarvoor al met hem bij PSV–O19. Op 3 februari 2019 maakte hij zijn eerste doelpunt in de Eredivisie, de 3–0 tijdens een met 5–0 gewonnen wedstrijd thuis tegen Fortuna Sittard. 
In het door corona eerder afgebroken seizoen 2019/20 speelde hij alle 25 de competitiewedstrijden, daarin was hij goed voor zeven goals en zeven assists. Aan de start van het seizoen 2020/21 was Gakpo met twee goals in de eerste ronde tegen NŠ Mura en één goal tegen Rosenborg BK belangrijk in het halen van UEFA Europa League-voetbal. Hij begon het Eredivisieseizoen op 13 september met twee goals tegen FC Groningen. Gakpo scoorde elf goals dat seizoen. 
Het seizoen 2021/22 was Gakpo bij afwezigheid van eerste aanvoerder Marco van Ginkel geregeld captain van PSV. Hij was dat seizoen goed voor 21 doelpunten en vijftien assists in 47 wedstrijden. Het seizoen erop startte hij nog sterker. Hij scoorde een hattrick in een 7-1 overwinning op FC Volendam en was in een 4-3 overwinning op titelrivaal Feyenoord goed voor één goal en drie assists. Mede hierdoor stond hij na veertien wedstrijden en een vervroegde winterstop door het WK in Qatar op negen doelpunten en twaalf assists. Hij vertrok in de winter, maar alleen Dušan Tadić wist in het resterende halfjaar nog aan meer assists te komen dan Gakpo. In totaal kwam Gakpo tot 159 wedstrijden voor PSV, waarin hij goed was voor 55 goals en 50 assists. 

### Liverpool
In de avond van 26 december 2022 bereikten Liverpool en PSV een principe-akkoord over de transfer van Gakpo. Hij tekende een contract tot medio 2028, dat na het afsluiten van alle formaliteiten in januari 2023 in kan gaan. Hij maakte zijn debuut op 7 januari 2023 in een FA Cup-wedstrijd tegen Wolverhampton (2–2). Hij mocht direct in de basis beginnen. Zijn competitiedebuut volgde een week later tegen Brighton & Hove Albion, die met 3–0 verloren ging. Op 13 februari 2023 maakte hij zijn eerste doelpunt in een 2–0-gewonnen wedstrijd tegen stadsgenoot Everton. Op 5 maart 2023 scoorde hij twee keer uitgerekend tegen rivaal Manchester United, dat in de winter ook interesse had in Gakpo, tweemaal in een 7-0 overwinning. Op 30 april was hij met twee assists belangrijk in een 4–3 overwinning op Tottenham Hotspur. 
Gakpo begon het seizoen 2023/2024 als middenvelder naast Dominik Szoboszlai en Alexis Mac Allister, maar later werd hij weer in de aanval geposteerd. Daar moest hij, los van de onomstreden Mohamed Salah, strijden om de overige twee plekjes voorin met Darwin Núñez, Luis Díaz en Diogo Jota. In de EFL Cup was hij belangrijk door in de eerste vier wedstrijden telkens te scoren. 
In het seizoen 2023/2024 won Cody Gakpo zijn eerste prijs met Liverpool. In de finale van de EFL Cup was Liverpool met 1–0 te sterk voor Chelsea door een doelpunt van aanvoerder Virgil van Dijk. Gakpo was in deze wedstrijd nog dicht bij een doelpunt met een kopbal op de paal.

## Clubstatistieken
| 2016/17     | Jong PSV    | Eerste divisie | 2  | 0  | 0 |
| 2017/18     | Jong PSV    | Eerste divisie | 13 | 7  | 2 |
| 2018/19     | Jong PSV    | Eerste divisie | 11 | 10 | 4 |
| Club totaal | Club totaal | Club totaal    | 26 | 17 | 6 |

| Seizoen         | Club            | Competitie      | Competitie | Competitie | Competitie | Beker | Beker | Beker | Internationaal | Internationaal | Internationaal | Overig | Overig | Overig | Totaal | Totaal | Totaal |
| Seizoen         | Club            | Competitie      | Wed.       | Dlp.       | Ass.       | Wed.  | Dlp.  | Ass.  | Wed.           | Dlp.           | Ass.           | Wed.   | Dlp.   | Ass.   | Wed.   | Dlp.   | Ass.   |
| --------------- | --------------- | --------------- | ---------- | ---------- | ---------- | ----- | ----- | ----- | -------------- | -------------- | -------------- | ------ | ------ | ------ | ------ | ------ | ------ |
| 2017/18         | PSV             | Eredivisie      | 1          | 0          | 0          | 0     | 0     | 0     | 0              | 0              | 0              | 0      | 0      | 0      | 1      | 0      | 0      |
| 2018/19         | PSV             | Eredivisie      | 16         | 1          | 5          | 2     | 1     | 1     | 1              | 0              | 0              | 0      | 0      | 0      | 19     | 2      | 6      |
| 2019/20         | PSV             | Eredivisie      | 25         | 7          | 7          | 2     | 0     | 1     | 11             | 1              | 1              | 1      | 0      | 0      | 39     | 8      | 9      |
| 2020/21         | PSV             | Eredivisie      | 23         | 7          | 2          | 1     | 0     | 0     | 5              | 4              | 1              | –      | –      | –      | 29     | 11     | 3      |
| 2021/22         | PSV             | Eredivisie      | 27         | 12         | 13         | 4     | 2     | 0     | 15             | 7              | 1              | 1      | 0      | 1      | 47     | 21     | 15     |
| 2022/23         | PSV             | Eredivisie      | 14         | 9          | 12         | 0     | 0     | 0     | 9              | 3              | 3              | 1      | 1      | 2      | 24     | 13     | 17     |
| Club totaal     | Club totaal     | Club totaal     | 106        | 36         | 39         | 9     | 3     | 2     | 41             | 15             | 6              | 3      | 1      | 3      | 159    | 55     | 50     |
| 2022/23         | Liverpool       | Premier League  | 21         | 7          | 3          | 3     | 0     | 0     | 2              | 0              | 0              | 0      | 0      | 0      | 26     | 7      | 3      |
| 2023/24         | Liverpool       | Premier League  | 35         | 8          | 5          | 10    | 4     | 0     | 8              | 4              | 2              | 0      | 0      | 0      | 53     | 16     | 7      |
| 2024/25         | Liverpool       | Premier League  | 18         | 5          | 2          | 3     | 4     | 1     | 6              | 2              | 1              | 0      | 0      | 0      | 27     | 12     | 4      |
| Club totaal     | Club totaal     | Club totaal     | 74         | 20         | 10         | 16    | 8     | 1     | 16             | 6              | 3              | 0      | 0      | 0      | 106    | 35     | 14     |
| Totaal senioren | Totaal senioren | Totaal senioren | 180        | 56         | 49         | 25    | 11    | 3     | 57             | 21             | 9              | 3      | 1      | 3      | 265    | 89     | 64     |
| Carrièretotaal  | Carrièretotaal  | Carrièretotaal  | 206        | 73         | 55         | 25    | 11    | 3     | 57             | 21             | 9              | 3      | 1      | 3      | 293    | 106    | 70     |

Bijgewerkt op 29 december 2024.

## Interlandcarrière

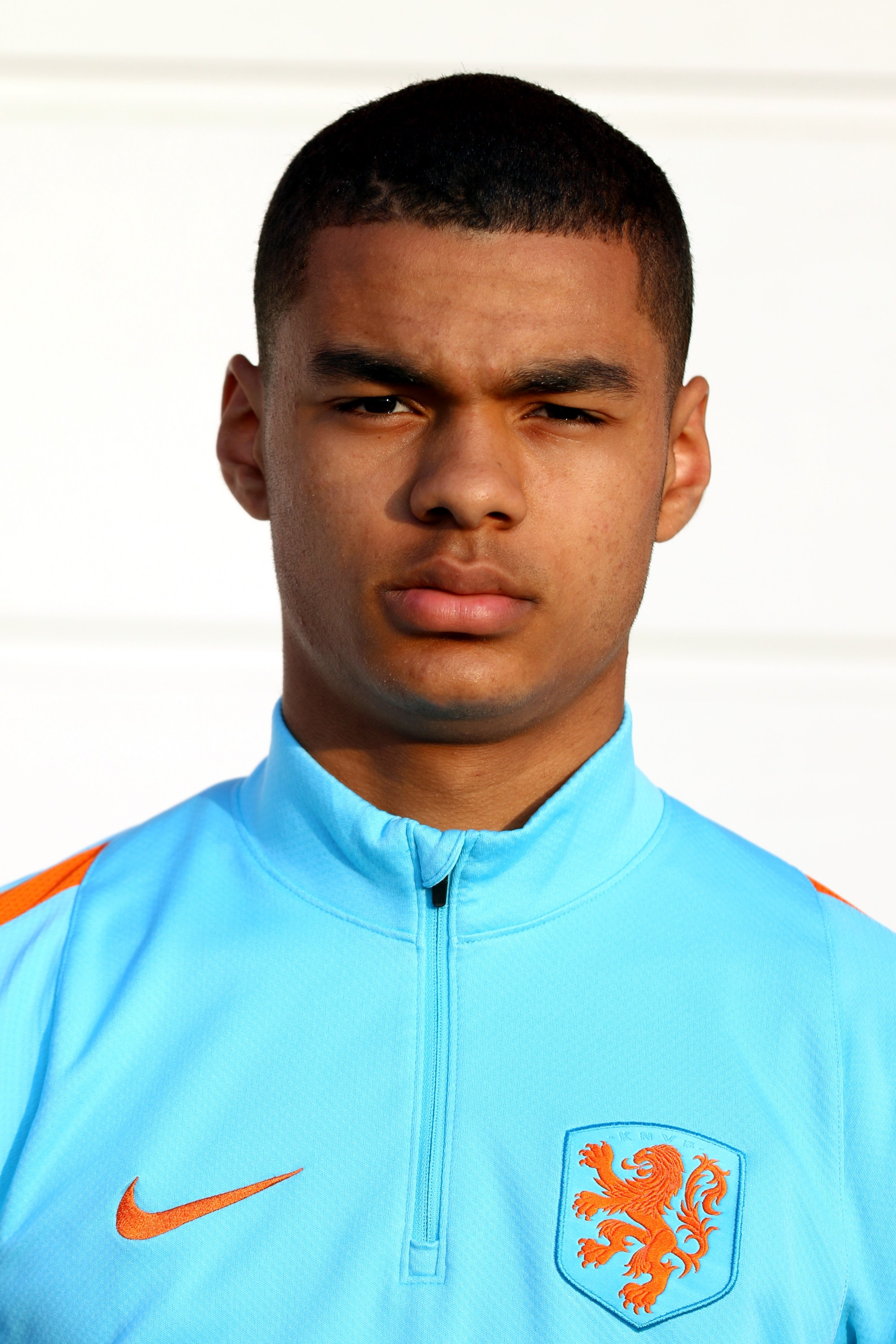
Gakpo met Nederland –18 in 2017

Gakpo maakte deel uit van alle Nederlandse nationale jeugdelftallen vanaf Nederland –18.
De eerste uitnodiging van Gakpo voor het Nederlands elftal, betrof deelname met het Nederlands elftal aan het EK 2020, dat door de coronapandemie in de zomer van 2021 gespeeld werd. Op 21 juni 2021 maakte Gakpo tijdens dit EK zijn debuut voor het Nederlands elftal tegen Noord-Macedonië in de 78ste minuut bij een stand van 0-3 voor Oranje. Hij maakte zijn eerste doelpunt voor Oranje in zijn derde interland, op 4 september 2021 in een WK-kwalificatieduel tegen Montenegro in het Philips Stadion in zijn geboortestad Eindhoven.
Gakpo behoorde tot de selectie voor het WK 2022. Hij scoorde het Nederlandse openingsdoelpunt in de wedstrijden gedurende de groepsfase tegen Senegal, Ecuador en Qatar. Hij deed dit met zijn linkerbeen, zijn rechterbeen, en zijn hoofd. Cody Gakpo is de eerste Oranje-speler ooit die drie doelpunten maakte in zijn eerste drie WK-wedstrijden. Oranje won hierdoor de groepsfase in de poule waarin het was ingedeeld. Hij speelde soms als spits en soms op de nummer 10-positie.
In 2024 deed Gakpo mee aan het EK 2024 waar hij in de basis stond. Opnieuw scoorde hij drie doelpunten in een eindtoernooi, waardoor hij op dat moment de helft van zijn interlandgoals had gemaakt op een EK of WK. Nederland overleefde een groep met Polen, Frankrijk en Oostenrijk en schakelde vervolgens Roemenië en Turkije uit, voordat het in de halve finales met 2–1 verloor van Engeland.
| Interlands van Cody Gakpo voor Nederland | Interlands van Cody Gakpo voor Nederland | Interlands van Cody Gakpo voor Nederland | Interlands van Cody Gakpo voor Nederland | Interlands van Cody Gakpo voor Nederland | Interlands van Cody Gakpo voor Nederland |  |
| №                                        | Datum                                    | Wedstrijd                                | Uitslag                                  | Soort Wedstrijd                          | Goals                                    |  |
| ---------------------------------------- | ---------------------------------------- | ---------------------------------------- | ---------------------------------------- | ---------------------------------------- | ---------------------------------------- |  |
|                                          |                                          |                                          |                                          |                                          |                                          |  |
| Als speler bij PSV                       | Als speler bij PSV                       | Als speler bij PSV                       | Als speler bij PSV                       | Als speler bij PSV                       | 6                                        |  |
| 1.                                       | 21 juni 2021                             | Noord-Macedonië – Nederland              | 0 – 3                                    | EK 2020                                  |                                          |  |
| 2.                                       | 1 september 2021                         | Noorwegen – Nederland                    | 1 – 1                                    | Kwalificatie WK 2022                     |                                          |  |
| 3.                                       | 4 september 2021                         | Nederland – Montenegro                   | 4 – 0                                    | Kwalificatie WK 2022                     | 76'                                      |  |
| 4.                                       | 8 oktober 2021                           | Letland – Nederland                      | 0 – 1                                    | Kwalificatie WK 2022                     |                                          |  |
| 5.                                       | 8 juni 2022                              | Wales – Nederland                        | 1 – 2                                    | Nations League 2022/23                   |                                          |  |
| 6.                                       | 11 juni 2022                             | Nederland – Polen                        | 2 – 2                                    | Nations League 2022/23                   |                                          |  |
| 7.                                       | 14 juni 2022                             | Nederland – Wales                        | 3 – 2                                    | Nations League 2022/23                   | 23'                                      |  |
| 8.                                       | 22 september 2022                        | Polen – Nederland                        | 0 – 2                                    | Nations League 2022/23                   | 14'                                      |  |
| 9.                                       | 25 september 2022                        | Nederland – België                       | 1 – 0                                    | Nations League 2022/23                   |                                          |  |
| 10.                                      | 21 november 2022                         | Senegal – Nederland                      | 0 – 2                                    | WK 2022                                  | 84'                                      |  |
| 11.                                      | 25 november 2022                         | Nederland – Ecuador                      | 1 – 1                                    | WK 2022                                  | 6'                                       |  |
| 12.                                      | 29 november 2022                         | Nederland – Qatar                        | 2 – 0                                    | WK 2022                                  | 26'                                      |  |
| 13.                                      | 3 december 2022                          | Nederland – Verenigde Staten             | 3 – 1                                    | WK 2022                                  |                                          |  |
| 14.                                      | 9 december 2022                          | Nederland - Argentinië                   | 2 – 2                                    | WK 2022                                  |                                          |  |
| Als speler bij Liverpool                 | Als speler bij Liverpool                 | Als speler bij Liverpool                 | Als speler bij Liverpool                 | Als speler bij Liverpool                 | 6                                        |  |
| 15.                                      | 27 maart 2023                            | Nederland – Gibraltar                    | 3 – 0                                    | Kwalificatie EK 2024                     |                                          |  |
| 16.                                      | 14 juni 2023                             | Nederland – Kroatië                      | 2 – 4                                    | Nations League 2022/23                   |                                          |  |
| 17.                                      | 18 juni 2023                             | Nederland – Italië                       | 2 – 3                                    | Nations League 2022/23                   |                                          |  |
| 18.                                      | 7 september 2023                         | Nederland – Griekenland                  | 3 – 0                                    | Kwalificatie EK 2024                     | 31'                                      |  |
| 19.                                      | 10 september 2023                        | Ierland – Nederland                      | 1 – 2                                    | Kwalificatie EK 2024                     | 19'                                      |  |
| 20.                                      | 18 november 2023                         | Nederland – Ierland                      | 1 – 0                                    | Kwalificatie EK 2024                     |                                          |  |
| 21.                                      | 21 november 2023                         | Gibraltar – Nederland                    | 0 – 6                                    | Kwalificatie EK 2024                     |                                          |  |
| 22.                                      | 22 maart 2024                            | Nederland – Schotland                    | 4 – 0                                    | Vriendschappelijk                        |                                          |  |
| 23.                                      | 26 maart 2024                            | Duitsland – Nederland                    | 2 – 1                                    | Vriendschappelijk                        |                                          |  |
| 24.                                      | 10 juni 2024                             | Nederland – IJsland                      | 4 – 0                                    | Vriendschappelijk                        |                                          |  |
| 25.                                      | 16 juni 2024                             | Polen – Nederland                        | 1 – 2                                    | EK 2024                                  | 29'                                      |  |
| 26.                                      | 21 juni 2024                             | Nederland – Frankrijk                    | 0 – 0                                    | EK 2024                                  |                                          |  |
| 27.                                      | 25 juni 2024                             | Nederland – Oostenrijk                   | 2 – 3                                    | EK 2024                                  | 47'                                      |  |
| 28.                                      | 2 juli 2024                              | Roemenië – Nederland                     | 0 – 3                                    | EK 2024                                  | 20'                                      |  |
| 29.                                      | 6 juli 2024                              | Nederland – Turkije                      | 2 – 1                                    | EK 2024                                  |                                          |  |
| 30.                                      | 10 juli 2024                             | Nederland – Engeland                     | 1 – 2                                    | EK 2024                                  |                                          |  |
| 31.                                      | 7 september 2024                         | Nederland – Bosnië en Herzegovina        | 5 – 2                                    | Nations League 2024/25                   | 56'                                      |  |
| 32.                                      | 10 september 2024                        | Nederland – Duitsland                    | 2 – 2                                    | Nations League 2024/25                   |                                          |  |
| 33.                                      | 11 oktober 2024                          | Hongarije – Nederland                    | 1 – 1                                    | Nations League 2024/25                   |                                          |  |
| 34.                                      | 14 oktober 2024                          | Duitsland – Nederland                    | 1 – 0                                    | Nations League 2024/25                   |                                          |  |
| 35.                                      | 16 november 2024                         | Nederland – Hongarije                    | 4 – 0                                    | Nations League 2024/25                   | 45+12'                                   |  |
| 36.                                      | 19 november 2024                         | Bosnië en Herzegovina – Nederland        | 1 – 1                                    | Nations League 2024/25                   |                                          |  |
| 37.                                      | 20 maart 2025                            | Nederland – Spanje                       | 2–2                                      | Nations League 2024/25                   |                                          |  |
| 38.                                      | 23 maart 2025                            | Spanje - Nederland                       | –                                        | Nations League 2024/25                   |                                          |  |
| 39.                                      | 7 juni 2025                              | Finland - Nederland                      | 0-2                                      | Kwalificatie WK 2026                     |                                          |  |
| 40.                                      | 10 juni 2025                             | Nederland - Malta                        | 8-0                                      | Kwalificatie WK 2026                     |                                          |  |

## Erelijst
| Competitie           | Aantal | Jaren      |
| PSV                  | PSV    | PSV        |
| -------------------- | ------ | ---------- |
| Johan Cruijff Schaal | 2x     | 2021, 2022 |
| TOTO KNVB beker      | 1x     | 2021/22    |
| Eredivisie           | 1x     | 2017/18    |
| Liverpool            |        |            |
| EFL Cup              | 1x     | 2023/24    |
| Premier League       | 1x     | 2024/25    |

| Individuele prijzen                                   | Aantal | Jaren                   |
| PSV                                                   | PSV    | PSV                     |
| ----------------------------------------------------- | ------ | ----------------------- |
| PSV - Voetballer van het jaar                         | 1x     | 2023                    |
| Eredivisie - Speler van de Maand                      | 2x     | September, oktober 2022 |
| Nederlands elftal                                     |        |                         |
| Topscorer van het Europees kampioenschap voetbal 2024 | 1x     | 2023/24                 |

## Privé
Gakpo heeft een relatie met model Noa van der Bij met wie hij samen een zoon kreeg op 25 april 2024.
Gakpo is christelijk en gaf aan dat God belangrijk voor hem is en dat hij regelmatig naar de kerk gaat.